# Lizzy Yarnold
Elizabeth Anne Yarnold  MBE (Kent, 31 de outubro de 1988) é uma piloto de skeleton britânica, campeã olímpica.
Yarnold conquistou a medalha de ouro olímpica em 2014 e 2018.